# Bitwa pod Hatfield Chase
Bitwa pod Hatfield Chase – starcie zbrojne, które miało miejsce 12 października 632 lub 633 w anglo-saksońskiej Anglii pomiędzy wojskami królestwa Northumbrii pod wodzą Edwina a koalicją królestwa Gwynedd pod wodzą Cadwallona i królestwa Mercji pod wodzą Pendy. Miejscem bitwy były bagniste tereny nad południowym brzegiem rzeki Don, ok. 13 kilometrów na północny wschód od miasta Doncaster. W wyniku bitwy Edwin poległ i Northumbria, na pewien czas, utraciła dominującą pozycję w heptarchii anglosaskiej.